# 花井奏子
花井 奏子（はない かなこ、7月20日 - ）は日本の女優、 声優。静岡県静岡市出身。血液型はA型。かつてアーティストクルーに所属していた。

## 出演作品

### ナレーション
- 「結婚相談所オーネット」自動音声ガイダンス
- 「 都築電気」徳島地方法務局IVR
- 「 NTT東日本」自動音声ガイダンス
- 親日メンテナンス
- ほぐし屋一件楽着街頭ナレーション

### アプリ
- ブレイブダイアリー　（大喬／他多数）
- バトって！オトギ戦争　（ゴルゴーン）
- 軍神召喚アークナイツ （アミー）

### ゲーム
- PCゲーム　吹奏ガールズ２ （木明舞）

### ラジオ
- webラジオ「ラ・ジオヤジラ」

### TV
- 動物戦隊ジュウオウジャー （テレビ朝日系）  入院患者
- 失恋ショコラティエ （フジテレビ系）  ギャバ嬢

### 舞台
- 「放課後探偵薔薇戦士」   コスプレイヤー

### モデル
- るるぶ横浜′14～′15